# Abacaria picea
Abacaria picea là một loài Trichoptera trong họ Hydropsychidae. Chúng phân bố ở miền Australasia.